# Fomes extensus
Fomes extensus är en svampart som först beskrevs av Joseph-Henri Léveillé, och fick sitt nu gällande namn av Mordecai Cubitt Cooke 1885. Fomes extensus ingår i släktet Fomes och familjen Polyporaceae.   Inga underarter finns listade i Catalogue of Life.